# Pyramodon ventralis
Pyramodon ventralis là một loài cá ngọc trai của họ Carapidae, được tìm thấy ở Ấn Độ Dương-Tây Thái Bình Dương ở độ sâu từ 100 đến 400 m. Chiều dài của nó là từ 25 đến 30 cm.